# Kremmen

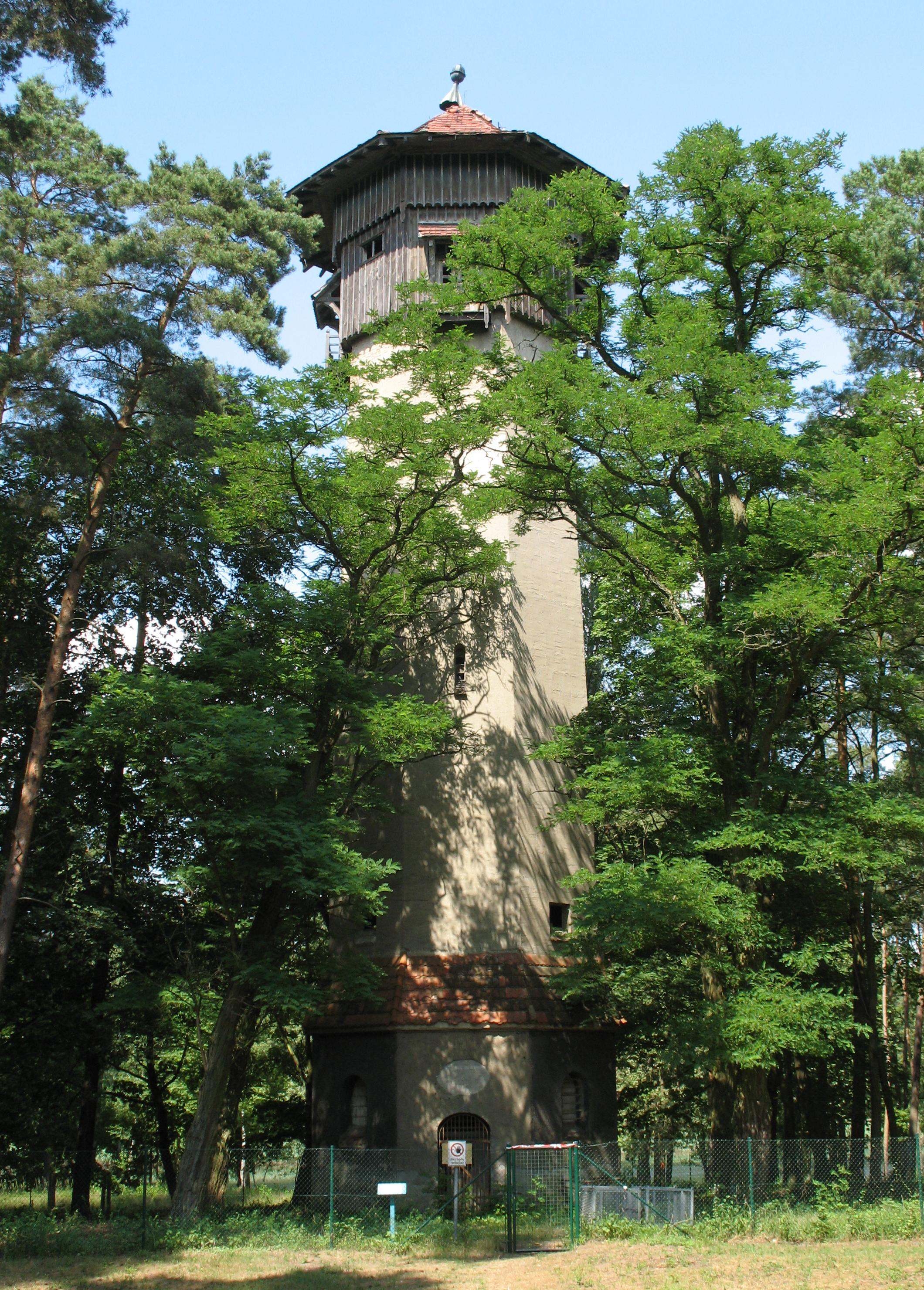
Château d'eau à Sommerfeld

Kremmen  est une ville de Brandebourg (Allemagne), située dans l'arrondissement de Haute-Havel.

## Démographie
- Évolution démographique dans les limites actuelles. -- Ligne bleue: Population; Ligne pointillé: Comparaison avec le développement de Brandebourg -- Fond gris: Période du régime nazie; Fond rouge: Période du régime communiste.
- Évolution recente (ligne bleue) et prévisions sur l'effectif de résidents

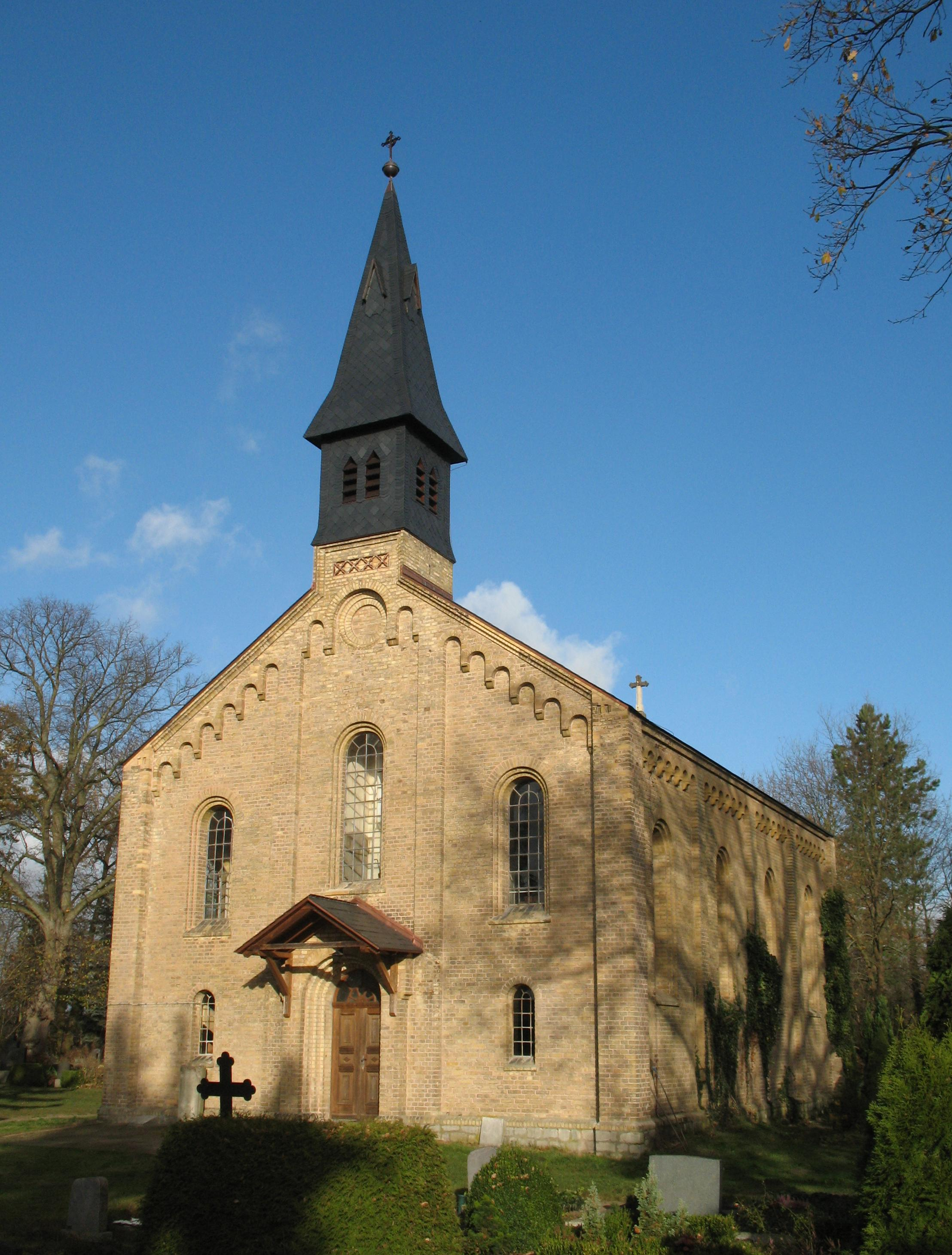
Église réformée à Hohenbruch

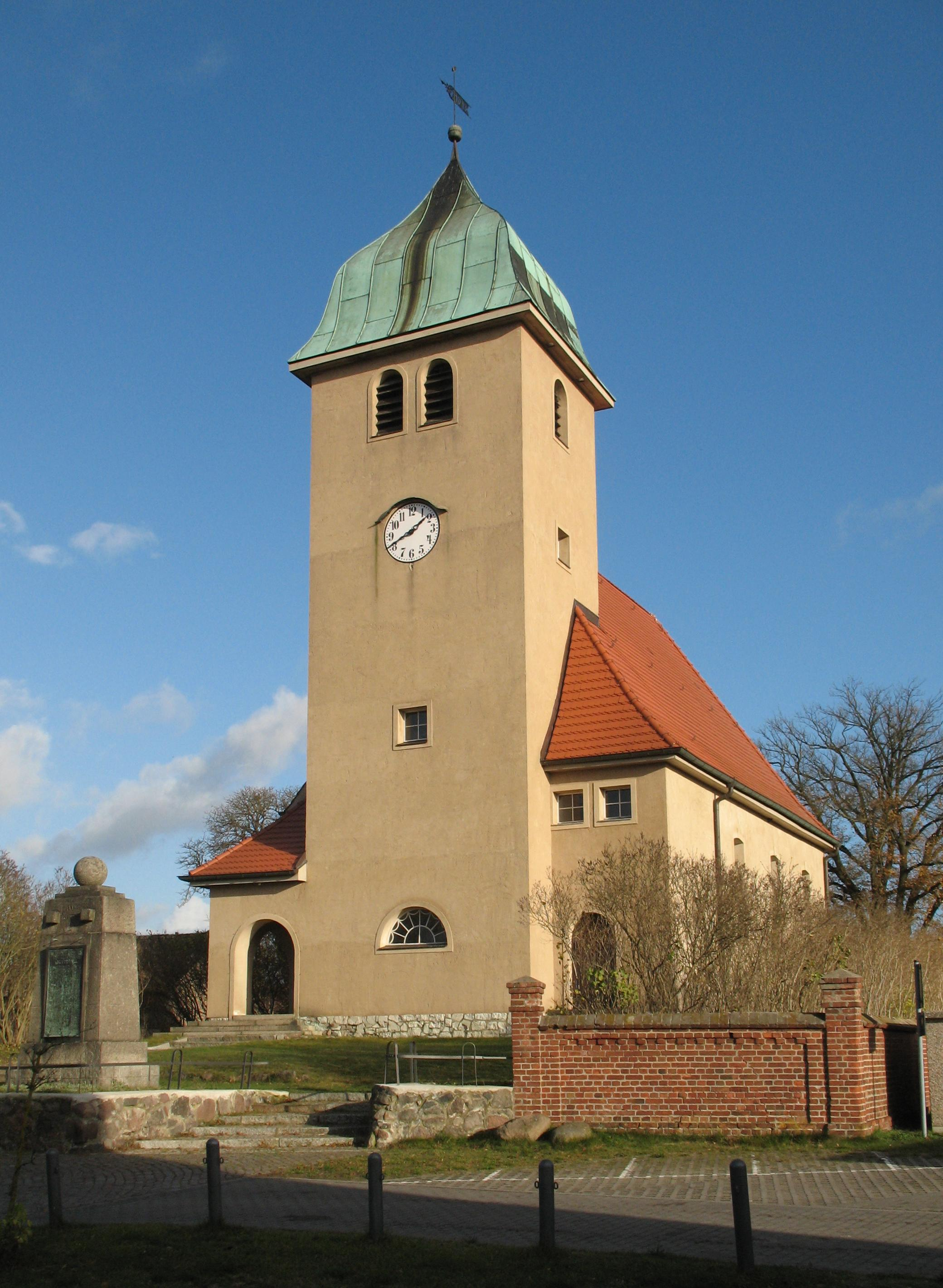
Église luthérienne à Sommerfeld

| Année | Population |
| ----- | ---------- |
| 1875  | 6 917      |
| 1890  | 6 675      |
| 1910  | 6 455      |
| 1925  | 7 244      |
| 1933  | 7 382      |
| 1939  | 7 722      |
| 1946  | 9 840      |
| 1950  | 9 819      |
| 1964  | 8 059      |
| 1971  | 7 617      |

| Année | Population |
| ----- | ---------- |
| 1981  | 6 771      |
| 1985  | 6 630      |
| 1989  | 6 369      |
| 1990  | 6 259      |
| 1991  | 6 233      |
| 1992  | 6 187      |
| 1993  | 6 188      |
| 1994  | 6 438      |
| 1995  | 6 568      |
| 1996  | 6 613      |

| Année | Population |
| ----- | ---------- |
| 1997  | 6 683      |
| 1998  | 6 862      |
| 1999  | 7 138      |
| 2000  | 7 234      |
| 2001  | 7 231      |
| 2002  | 7 306      |
| 2003  | 7 437      |
| 2004  | 7 409      |
| 2005  | 7 373      |
| 2006  | 7 342      |

| Année | Population |
| ----- | ---------- |
| 2007  | 7 303      |
| 2008  | 7 244      |
| 2009  | 7 124      |
| 2010  | 7 102      |
| 2011  | 7 121      |
| 2012  | 7 115      |
| 2013  | 7 110      |
| 2014  | 7 108      |
| 2015  | 7 238      |
| 2016  | 7 310      |

| Année | Population |
| ----- | ---------- |
| 2017  | 7 498      |
| 2018  | 7 657      |
| 2019  | 7 734      |
| 2020  | 7 700      |

## Personnalités liées à la ville
- Karl Georg Albrecht Ernst von Hake (1769-1835), ministre né au manoir de Flatow.